# Мережко, Анатолий Фёдорович
Мережко Анатолий Федорович (14 апреля 1940 — 25 октября 2008) — доктор биологических наук, профессор, главный научный сотрудник отдела генетических ресурсов пшеницы Всероссийского НИИ растениеводства имени Н. И. Вавилова.

## Биография
Родился в с. Ржевка Ровеньского района Белгородской области.
В 1962 году окончил агрономический факультет Воронежского сельскохозяйственного института.
Трудовую деятельность начал в 1962 г. в г. Суздале на Владимирской государственной сельскохозяйственной опытной станции (ныне Владимирский НИИ сельского хозяйства), член КПСС.
В 1967 г.   назначен заведующим лабораторией пшеницы на Кубанской опытной станции ВИР и свою работу совмещал с заочным обучением в аспирантуре  Всероссийского НИИ растениеводства имени Н. И. Вавилова.
В   1970 защитил кандидатскую диссертацию во ВНИИ растениеводства имени Н. И. Вавилова (научный руководитель академик РАСХН В. Ф. Дорофеев).
В 1973 году стажировался в CIMMYT (Международный центр по селекции пшеницы и кукурузы, руководитель — лауреат нобелевской премии Н. Е. Борлоуг).
В 1990 году защитил докторскую диссертацию   в СПбГУ, а в 1995 году получил звание профессора по специальности «генетика».

## Научная деятельность
Научную работу начал с 1966 года. До 1973 года руководил отделом зерновых культур Кубанской опытной станции ВИР. Затем работал старшим научным сотрудником в отделе пшениц ВИР. В 1976-78 годах проводил исследования на опытном участке в Мексике. С 1980 по 1995 год работал заведующим отделами генетики и затем пшениц, а с 1996 года — главным научным сотрудником института.
С 1980 по 1986 гг. был представителем СССР в Комитете генетических банков Eucarpia, а с 1986 по 1992 гг. – членом Центрального совета этой организации.
Являлся членом учёного совета ВИР и трех диссертационных советов ВАК по специальности «Генетика». Работал в Центральном Совете и Президиуме ВОГиС, руководил секцией «Генетика растений». Был членом международного комитета генбанков и представителем России в центральном совете ЭУКАРПИА. Входил в международный комитет по координации работ в Мировой сети генетических ресурсов пшеницы. Выступал с ключевыми докладами на международных форумах. Неоднократно бывал за рубежом с целью обмена научным опытом и сбора растительных ресурсов. Наиболее плодотворными были экспедиции в Мексике (1977), Перу (1980) и США (1990), когда были собраны ценные формы люпина, картофеля, кукурузы, подсолнечника; тыквенных и зерновых культур; черенки плодовых деревьев.

## Достижения
А. Ф. Мережко выполнил работу  по выявлению и созданию доноров селекционно ценных признаков пшеницы.
Осуществил оригинальные исследования по генетике гибридного некроза, высоты растений, скороспелости и фотопериодической чувствительности, устойчивости к бурой ржавчине пшеницы и тритикале.
Теоретически обосновал и внедрил в практику систему поиска, создания и использования в селекции доноров ценных признаков растений.
Предложил новые подходы к генетическому анализу количественной изменчивости и разработал компьютерные программы для их реализации. 
Является автором сортов: скороспелой сильной яровой пшеницы Фора, полбы — Руно и ярового тритикале — Золотой гребешок.
Является соавтором сорта  пшеницы мягкой яровой Вировская 1 (PpdS )(Патент РФ № 3601), пшеницы мягкой яровой Вировская 2 (Ppdm ) (Патент РФ № 3602),  пшеницы мягкой яровой Вировская 3 (Ppdw ) (Патент РФ № 3603), пшеницы мягкой яровой Вировская 4 (Ppd0 ) (Патент РФ № 3604).
Уделял большое внимание развитию селекции тритикале и расширению его посевов для диверсификации кормопроизводства в Нечерноземье.
Создал линии полбы с неломким колосом и легким обмолотом, чем создал предпосылки для возвращения данной культуры на поля России.
Подготовил семь кандидатов и двух докторов наук (в их числе - Н. П. Гончаров).